# Brightline

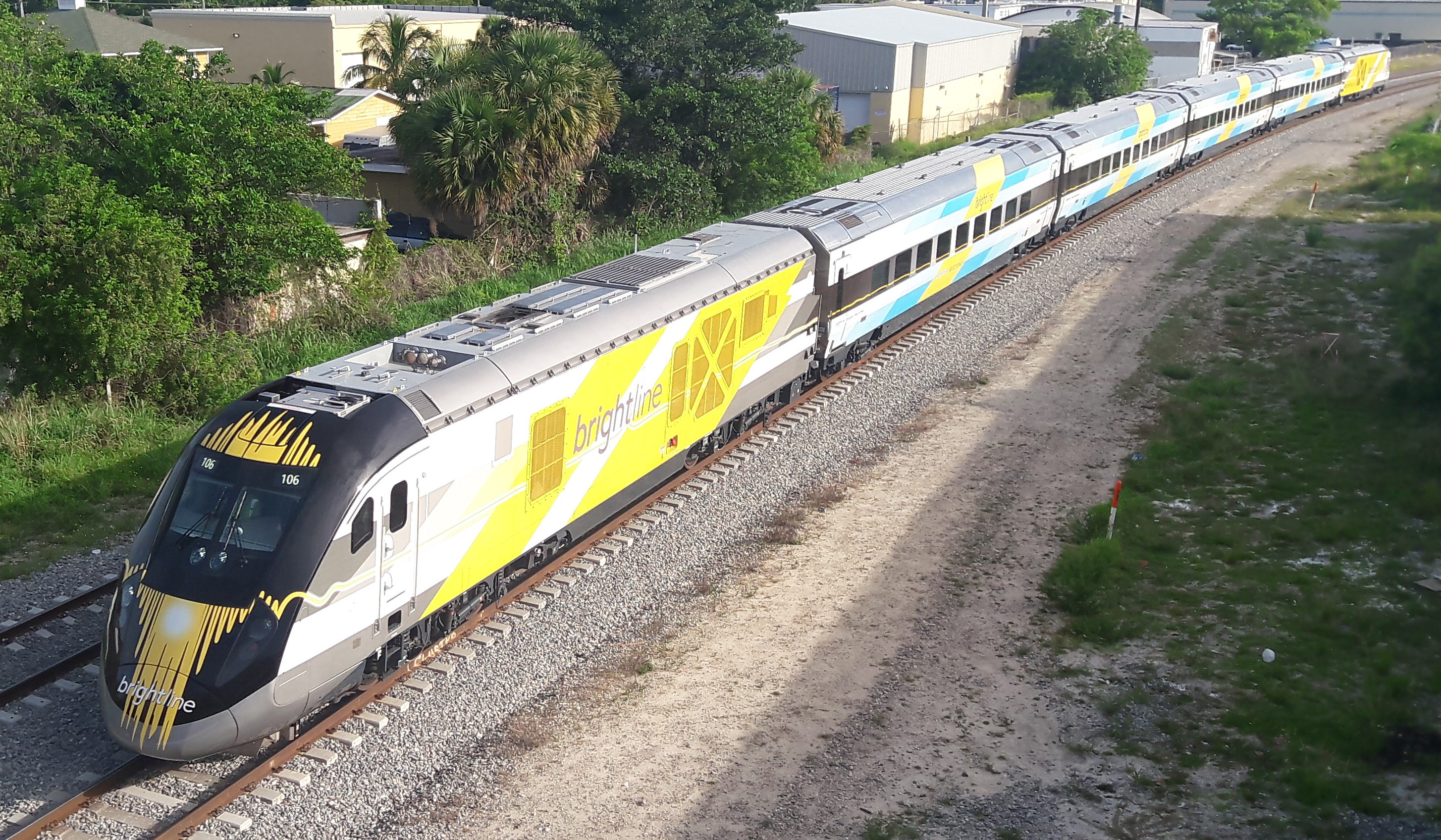
Locomotiva Siemens usada na Brightline

Brightline é uma rota ferroviária de passageiros operando entre as cidades de Orlando e Miami, no estado da Flórida, Estados Unidos.
Brightline é a única ferrovia privada operando serviço de passageiros intercidades nos Estados Unidos. Sua construção teve início em 2014 e começou a operar comercialmente em janeiro de 2018, inicialmente entre as cidades de Fort Lauderdale e West Palm Beach; em maio do mesmo ano, a via chegou a Miami. Em 22 de setembro de 2023, foram iniciadas as operações entre Miami e Orlando. Uma extensão da rota até a cidade de Tampa está prevista, sem data para início das obras. O custo final da obra ultrapassou os 2,8 bilhões de dólares.
Para cumprir os 378km da rota entre Orlando e Miami, os trens da Brightline, operados por locomotivas diesel-elétricas Siemens-Charger, alcançam uma velocidade máxima de 200km/m (125 milhas/hora), permitindo que o serviço seja caracterizado como uma ferrovia de alta velocidade. Os 16 trens diários em cada sentido perfazem o trecho em cerca de 3 horas e 25 minutos a uma velocidade média de 111km/h (69 milhas/hora).

## Ligações Externas
Sítio oficial